# Party Girl (canción de Grace Jones)
«Party Girl» (español: Fiesta de niñas) es el segundo sencillo del álbum de Grace Jones Inside Story.

## Lista de canciones
US 7" single   (B-5007)
1. "Party Girl" - 3:42
2. "Party Girl" (Dub) - 5:00

UK Vinyl, 7", Picture Disc (MTP 20)
1. "Party Girl" - 3:42
2. "White Collar Crime" - 5:04

EU 7" single  (20 1645 7)
1. "Party Girl" - 3:42
2. "White Collar Crime" - 5:04

US 7" promo
1. "Party Girl" (Editada en 7") - 3:35
2. "Party Girl" (Editada en 7") - 3:35

US 12" single  (20 1696 6)
1. "Party Girl" (Remix Extendido) - 7:23
2. "Party Girl" (Dub) - 4:59
3. "White Collar Crime" - 5:03

US 12" single, 33 ⅓ RPM  (V-56050)
1. "Party Girl" (Remix Extendido) - 7:23
2. "Party Girl" (Dub) - 4:59
3. "Party Girl" (Editada en 7") - 3:35

UK 12" single  (12MT 20)
1. "Party Girl" (Remix Extendido) - 7:23
2. "Party Girl" (Dub) - 4:59
3. "White Collar Crime" - 5:04

EU 12" single  (20 1683 6)
1. "Party Girl" (Remix Extendido) - 7:23
2. "White Collar Crime" - 5:04

AU, NZ Vinyl, 12", 45 RPM (ED 249)
1. "Party Girl" (Remix Extendido) - 7:15
2. "Party Girl" (Dub) - 5:00
3. "White Collar Crime" - 4:59

EU Vinyl, 12", 45 RPM, Maxi-Single  (1C K060-20 1683 6)
1. Party Girl (Remix Extendido) (7:23)
2. White Collar Crime (5:04)

EU Vinyl, 7", 45 RPM, Single  (1C 006-20 1645 7)
1. Party Girl (3:42)
2. White Collar Crime (5:04)

## Listas musicales
| Lista musical (1985)               | Posición |
| ---------------------------------- | -------- |
| UK Singles Chart                   | 82       |
| U.S. Billboard Hot Dance Club Play | 19       |